# Jurgis Karnavičius senior
Jurgis Karnavičius (* 6. April 1912 in Sankt Petersburg; † 5. Oktober 2001 in Vilnius) war ein litauischer Pianist und Musikpädagoge, Professor an der Litauischen Musik- und Theaterakademie.

## Leben
Jurgis Karnavičius absolvierte die Musikschule in Kaunas und 1933 das Studium am Kauno konservatorija bei Lidija Dauguvietytė. Von 1934 bis 1938 bildete er sich weiter in Berlin und Paris bei Alexander Lieberman. 
Von 1938 bis 1941 lehrte er privat Klavier in Kaunas. Von 1941 bis 1949 lehrte er am Konservatorium Kaunas, von 1949 bis 1993 am Konservatorium Litauens. Von 1949 bis 1983 leitete er es als Rektor. Ab 1969 lehrte er als Professor. Von 1943 bis 1944 arbeitete er im Theater Kaunas und von 1944 bis 1946 im Staatstheater Kaunas als Konzertmeister. 1947 leitete er die Musikschule Kaunas und von 1948 bis 1949  Juozas-Gruodis-Schule Kaunas als Direktor.

## Familie
Sein Vater war Komponist Jurgis Karnavičius (1884–1941). Sein Sohn ist Pianist Jurgis Karnavičius (* 1957).

## Schüler
Gintautas Abarius, Borisas Borisovas, Ramutis Čepinskas, Margarita Dvarionaitė, Edmundas Gedgaudas, Petras Geniušas, Rūta Ibelgauptienė, Rimantas Janeliauskas, Jurgis Karnavičius, Mūza Rubackytė, Rokas Zubovas und andere.